# Karyorrhexi
Karyorrhexi, ('kaʹryon' latin för kärna och rhēʹxis ’bristning’ på grekiska) är fragmenteringen av cellkärnan hos en cell som är döende, det vill säga genomgår nekros eller apoptos. Processen föregås av pyknos och föregår karyolysen.